# 満洲国の競馬

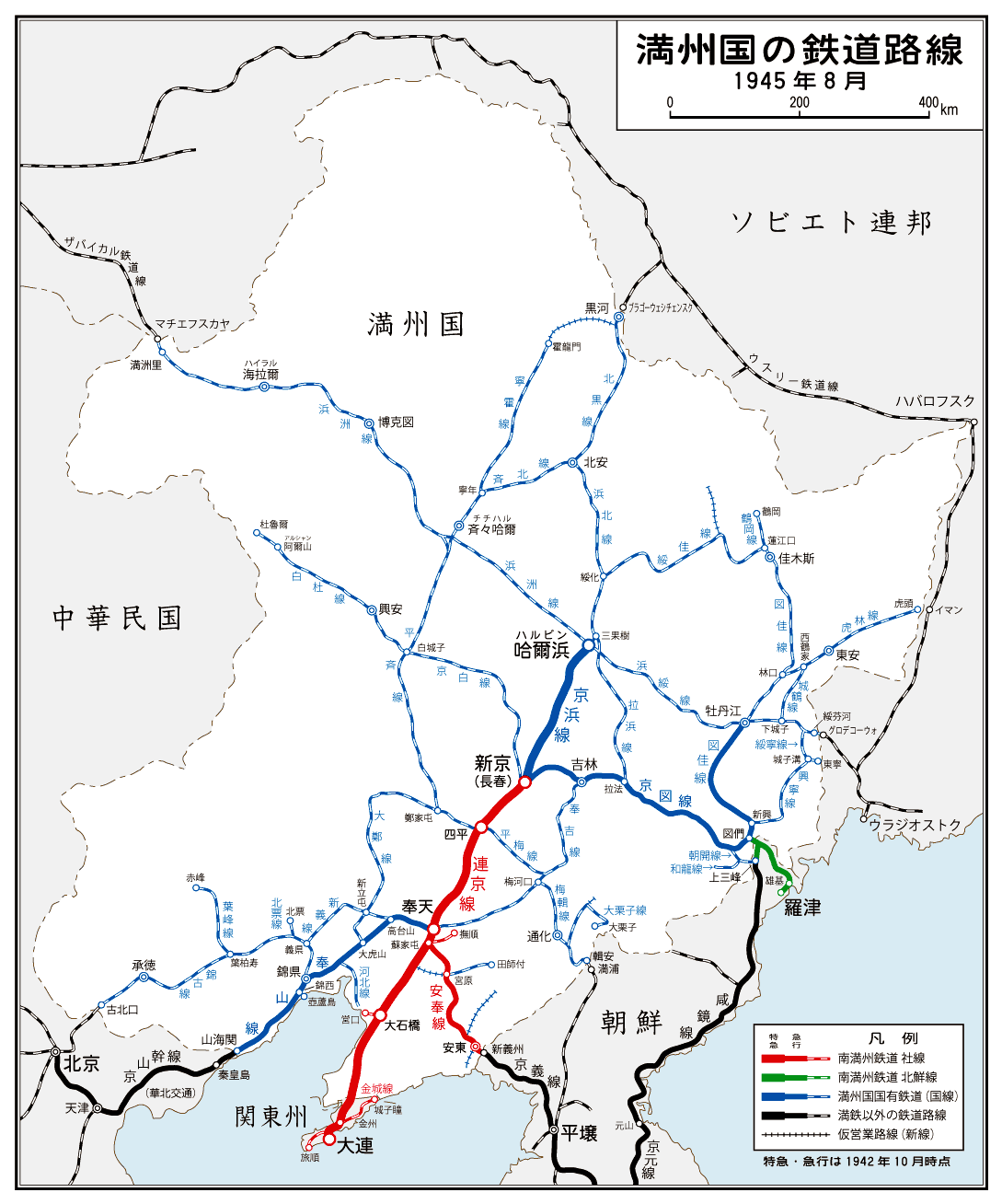
満洲国の鉄道地図。競馬場は奉天、哈爾賓（ハルビン）、新京、鞍山、安東、撫順、営口、錦州、牡丹江、吉林にあった。鞍山は奉天と大石橋の中間、錦州はこの地図では錦県と表示されている。営口は大石橋の西、撫順は奉天の東隣りである。

満洲国の競馬（まんしゅうこくのけいば）では、1932年から1945年の間に存在した満洲国における競馬について概説する。
日本人は台湾、樺太、関東州、朝鮮など太平洋戦争以前に植民地にした各地域に複数の競馬場を設けた（南洋諸島を除く）が、満洲国でも盛んに競馬を行っていた。満洲国は建前としては皇帝溥儀を頂く独立国であるが、その実態は日本による傀儡国家であり事実上は日本の植民地である。満洲国では関東軍（日本陸軍）が主導して極めてギャンブル性の高い競馬を行っていた。満洲国には満洲国立賽馬場が設置され、国立賽馬場と地方競馬場を合わせて10か所の競馬場が設けられている。これら満洲の10か所の競馬場は1942年に統一団体満洲馬事公会の経営となるが1945年の日本の敗戦で満洲国の競馬は終了する。尚、満洲国政府では日本語の「競馬」ではなく中国語表記の「賽馬」を主に使用している。当時の満洲国の競馬に関する各種の日本語文献では競馬と賽馬は混在して使用されているが馬の競走そのものや競馬法人団体名では「競馬」、国立の競馬施設名や法規名は「賽馬場」や「賽馬法」が主に使われている。

## 前史・関東軍の競馬戦略
日本人の大陸における植民地経営は関東州に始まる。明治から大正期まで軍馬に用いた日本馬の貧弱さに悩まされ続けた日本軍は競馬を通じて馬の改良をはかろうとしていた。そのため日本では競馬は馬匹改良の手段として許され発展してきた。もちろん競馬は馬券を買う者にとっては娯楽や賭博であり、内務省・司法省など治安を担当する官庁では賭博がもたらす弊害を恐れた。そのため大正12年に馬券発売が許可された当時の日本では競馬の賭博性を抑え健全性を高めるために馬券は高価で（庶民がおいそれと手を出せないように）、レースでは一人1枚の制限があり（金持ちだからと沢山買えないように）配当も最高で10倍までとなっていた。しかし馬匹の改良を求め、競馬を通じて思う通りの馬政を施きたい日本陸軍はこれが気に入らなかった。
日本の統治下にはいった関東州では大連、奉天などで競馬が始まり、関東軍が主導して独自の競馬を行っていた。1935年(昭和10年)には関東州の競馬場は7か所になる。関東軍は競馬を通じて軍馬に向いた馬の改良と増産を目論み、独自の競馬を展開している。関東州の競馬では軍馬に向かないサラブレッドを排除し耐候性と強靭さに富んだ蒙古馬とアラブ馬の交雑で馬の改良を考え増産の手段としても競馬をとらえ、競馬場に観客を呼ぶために事実上の宝くじである景品付き入場券(揺彩票)の発売なども行っていた。関東軍は更なる競馬の拡大を図っていくが、日本の統治下の関東州では馬券に制限のある日本の競馬法(旧競馬法)からあまりにかけ離れた競馬を行うことも出来ず、関東軍は理想とする競馬を建前では独立国で日本の法規に縛られない満洲国に求めていく。

## 満洲国賽馬法

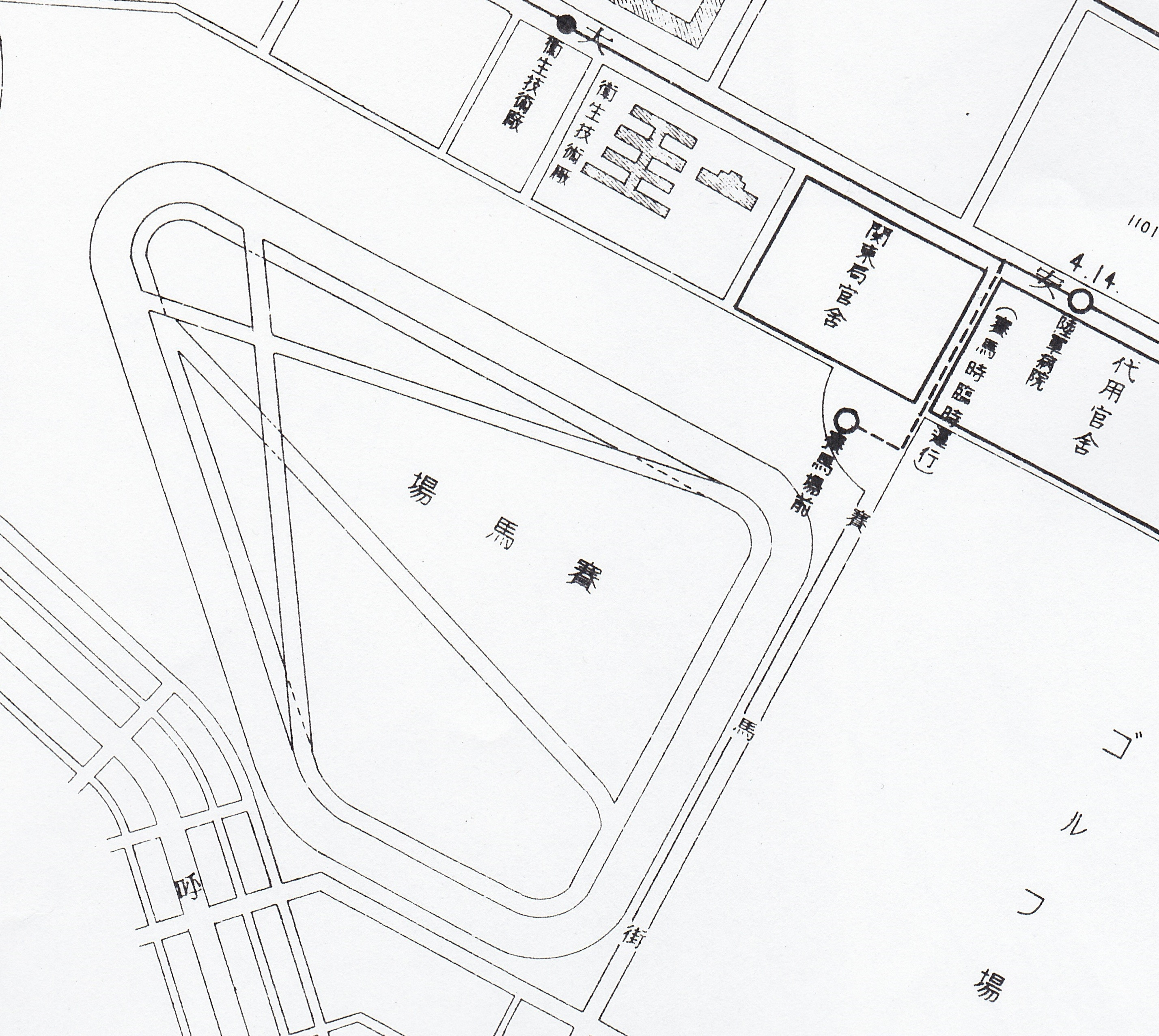
新京賽馬場平面図。満洲国賽馬法では競馬場は一周2000ｍ以上幅40m以上の広大な馬場にアップダウンと急角度のコーナーおよび500m以上の直線を設置することが義務付られている。

1932年（大同元年:昭和7年）に関東軍が独走して作った満洲国では翌1933年5月に満洲国賽馬法、6月に賽馬施行規則を公布した。
満洲国の賽馬法令の特徴は、
1. 馬券は1枚1円と低額になり、枚数は無制限に買うことが出来た。満洲国では学生・未成年者にも無制限に馬券を発売した。
2. 配当(当たり馬券の払い戻し額)を無制限とした。
3. 最高で4万円が当たることもある事実上の宝くじである景品付き入場券(揺彩票：大ガラ）を発売した（関東州競馬ですでに発売されていたが関東州では1934年配当上限が抑えられていた）
4. サラブレッドの血量が25%以上の馬は出場できず牡馬は体高150cmを超える馬、牝馬では145cmを超える馬も出場できない。（体高制限は馬種を偽ってサラブレッドを出場させることを不可能にする。また、関東州では出場できなかった牡馬も出場できるようになっている）
5. 馬場は一周2000メートル以上とし、幅は40メートル以上。コース中には500メートル以上の直線と半径100メートル以下のカーブと方向転換の設備を設けなければならない。最低でも1/30の傾斜走路を2か所以上持つこと
6. 売り上げによって国庫納付率が変わり、1レースの売り上げが500円以下なら3％、それを上回ると逓増していき6000円を超えると国庫納付金は10%になる][3]。

未成年者にまで無制限に馬券を発売することや馬の改良とは無関係な宝くじ付入場券を発売することについて、満洲国軍政部顧問の騎兵大佐はこのように発言している。
また、満洲国競馬関係者も
と国家が賭博としての競馬を推し進めることをもはや開き直ってしまっている。
競馬場に対するアップダウンや急カーブの設置の義務もスピードよりも持久力のある馬を求める軍の意向が反映している。

## 満洲国の競馬の始まり
賽馬法が成立した1933年に奉天および哈爾賓(ハルビン)に満洲国立賽馬場を設けた。1934年には首都新京の長春競馬倶楽部も満洲国立新京賽馬場に改編されて満洲国立賽馬場は3か所になっている。1945年までの日本の支配下の地域で国立の競馬施設を設けたのは満洲国だけである。1945年までの日本統治下の内地・朝鮮・台湾・樺太・関東州では公認競馬場は法人団体が経営している。

### 奉天北陵賽馬場

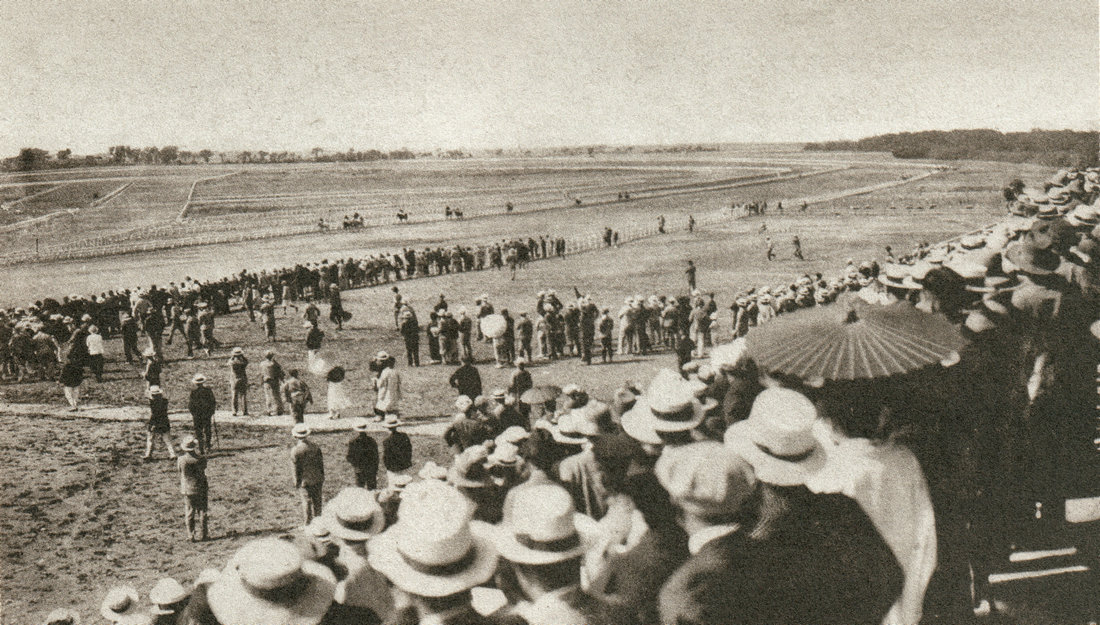
奉天北陵賽馬場

奉天にはすでに関東州下の社団法人が経営する奉天砂山競馬場があったが、満洲国はそれとは別に奉天の北陵に仮設の施設を設けて競馬を催している。この満洲国立奉天北陵賽馬場は同年に約40万円と言う当時としては巨額を投じて大スタンドを設けて満洲随一の競馬場と言われる施設になっている。
| 初期の奉天賽馬場の入場者数、売上の推移 | 初期の奉天賽馬場の入場者数、売上の推移 | 初期の奉天賽馬場の入場者数、売上の推移 | 初期の奉天賽馬場の入場者数、売上の推移 | 初期の奉天賽馬場の入場者数、売上の推移 |
| 年度                                   | 開催日数                               | 入場者数                               | 馬券売上高                             | 揺彩票売上                             |
| -------------------------------------- | -------------------------------------- | -------------------------------------- | -------------------------------------- | -------------------------------------- |
| 1933年                                 | 31日                                   | 56,942人                               | 1,500,920円                            | 336,275円                              |
| 1934年                                 | 38日                                   | 103,478人                              | 2,615,910円                            | 531,490円                              |
| 1935年                                 | 42日                                   | 117,014人                              | 3,749,161円                            | 624,651円                              |
| 1936年                                 | 46日                                   | 94,813人                               | 3,743,055円                            | 778,860円                              |

立ち上がった奉天北陵賽馬場は順調に売り上げを伸ばしている。

### 哈爾賓賽馬場
また、ロシア人が建設し、満洲国成立時には日中露合弁の国際競馬場になっていたハルビン競馬場も満洲国に移管し満洲国立哈爾賓賽馬場になっている。

## 関東州競馬場の満洲国への移転
1937年日本国満洲国間条約15号によって満鉄付属地の行政権が日本国から満洲国に委譲され、それに伴って満鉄付属地にあった関東州下の競馬場（奉天砂山、撫順、安東、鞍山）も満洲国賽馬法下に移る。奉天砂山競馬場は撫順競馬場と合併させられ撫順には満洲国賽馬法基準の広大な競馬場が設けられ払い戻しが無制限となり大穴馬券が出るようになった競馬は揺彩票の売り上げと伴って売り上げも急上昇していく。

## 満洲国競馬の発展
その後、鞍山競馬場は満洲国立に移管され、営口、錦州にも地方競馬場が設置される。1939年には国立賽馬場が4つ（奉天、哈爾賓、新京、鞍山）と地方競馬場も4つ（安東、撫順、営口、錦州）になり、。さらに1940年には牡丹江と吉林にも競馬場が設けられ満洲国の競馬場は10か所になる。
| 1934年(康徳元年) | 176,521人   | 3,139,092円   |
| 1935年(康徳2年)  | 282,246人   | 6,105,470円   |
| 1936年(康徳3年)  | 407,207人   | 8,733,065円   |
| 1937年(康徳4年)  | 341,130人   | 10,440,985円  |
| 1938年(康徳5年)  | 595,173人   | 21,524,975円  |
| 1939年(康徳6年)  | 794,073人   | 40,521,144円  |
| 1940年(康徳7年)  | 908,181人   | 74,103,585円  |
| 1941年(康徳8年)  | 1,054,448人 | 105,137,055円 |

以上のように満洲国の競馬は順調に発展していることがわかる。この莫大な売り上げから国庫に多額の納付が行われている。また満洲国ではさらなる発展を目指して各種の重賞競走を企画しそれは競馬ファンに熱狂な人気を博している。

## 満洲国の競走馬
前述したように関東軍(日本陸軍)は軍馬に向かないサラブレッドを排除し、耐候性と強靭さを兼ね備えた満洲馬に優良なアラブ馬を掛け合わせて軍馬に向いた改良を考え、また競馬の発展を通じて馬産の発展を考えた。競馬施設にアップダウンや急角度のコーナーを設け、競走を長距離志向にすることで一時的なスピードよりも持久力のある馬が勝てるように仕向けている。最初の関東州時代の競走馬は満洲産馬が優勢だったが次第に改良雑種馬(満洲馬とアラブ種の雑種）が増え満洲国の競馬ではアラブ系雑種馬が主流となっている。
満洲国をリードする関東軍は軍馬に向いた満洲・アラブ雑種馬を優先するがハルビンだけは例外的な措置を取っている。ロシア人が多く住んでいたハルビンでは日露戦争の直後に競馬場をロシア人が作った。ロシア人が作ったハルビン競馬場ではオルロフ・トロッター系品種馬による繋駕競走（トロットレース）が多く行われた。紆余曲折を経てハルビン競馬場が満洲国立哈爾賓賽馬場となってもハルビンでは住民・騎手にもロシア人が多く、満洲国の競馬場のなかではここだけ、オルロフ・トロッター系品種馬やロシア人騎手、繋駕競走（トロットレース）が保護されている。ソ連との交流が途絶えオルロフ・トロッター系品種馬の種馬の入手が難しくなるとトロッター系品種馬の保護の為に優良なアメリカン・トロッター系種牡馬を購入することまで行っている。満洲では哈爾賓だけ様相がやや異なる方針を取っていた。

## その後
馬券に制限がなく大穴馬券が頻発し人気を博している満洲国の競馬に対して、日本の施政下に取り残された関東州の競馬場は馬券に制限があり見劣りするものになった。そのため関東州の競馬関係者は運動し1940年関東州にも満洲国賽馬法と同等の競馬令が発令され、大陸の日本人競馬は日本の法体系から離脱して独自の競馬を追及していく。
1942年(昭和17年)には日本は太平洋戦争に突入し日本内地の競馬は縮小されるが、満洲国の競馬は更なる発展を目指している。国立4か所、法人6か所の競馬場の経営は統合され特殊法人満洲馬事公会が発足する。ばらばらだった競馬や馬産事業を統括し満洲国の馬政を統括する団体が必要となったからである。満洲馬事公会の理事長は「惟ふに賽馬事業は馬産増殖、馬種改良上緊急欠くべからざる国家的使命と目的を有し、実に賽馬なくして国家の馬政は推進せられないといっても決して過言ではない」と述べ満洲国における競馬を国家的事業ととらえている。日本が全面戦争に突入している中で、満洲馬事公会は新たな競馬場建設も企画し馬匹確保に向けた方策も模索している。
しかしながら戦争における日本の敗勢は満洲国の競馬と無関係ではなく、1945年のソ連の侵攻と日本の敗戦によって満洲国の競馬は終了する。

## 資料と研究
日本人が植民地で行っていた競馬は史料も研究も乏しい。特に樺太の競馬の研究はほぼ皆無であり、朝鮮の競馬や台湾の競馬もこれを専門とする日本人研究者はいない。満洲国の競馬も一般の図書館で閲覧できる史料は乏しい。しかしながら関東州の競馬と満洲国の競馬については立命館大学教授の 山崎有恒が緻密な研究をおこなっており、植民地競馬の政治的・文化的側面を明らかにしている。